# Błękit anilinowy
Błękit anilinowy, błękit bawełniany, błękit metylowy – organiczny związek chemiczny, barwnik stosowany do wybarwiania preparatów biologicznych. Barwnik ten barwi mniej lub bardziej bezbarwne elementy, np. zarodniki hialinowe, przez co zwiększa kontrast i ułatwia obserwację. Używany najczęściej w roztworze kwasu mlekowego.
Używany też czasem w formie roztworu wodnego w proporcji 1:1000. Do dobrego wybarwienia w temperaturze pokojowej potrzeba wielu godzin lub kilku dni. Dla szybkiego uzyskania efektu preparat podgrzewa się (do zagotowania).